# Żeliszów
Żeliszówⓘ (deutsch: Giersdorf) ist ein Ort in der Landgemeinde Bolesławiec (Bunzlau) im Powiat Bolesławiecki der Woiwodschaft Niederschlesien in Polen.

## Geographische Lage
Żeliszów liegt zehn Kilometer südwestlich von Bolesławiec und 98 Kilometer westlich von Breslau. Die Autobahn A4 verläuft 14 Kilometer nordwestlich von Żeliszów.

## Geschichte
„Girhartssdorff“ wurde erstmals 1396 urkundlich erwähnt. Nach dem Ersten Schlesischen Krieg fiel Giersdorf mit dem größten Teil Schlesiens 1741/42 an Preußen.
1845 zählte Giersdorf in Besitz der Fürstin von Hohenzollern-Hechingen, geb. Prinzessin von Kurland-Sagan, fürstliches Justizamt Hohlstein, 165 Häuser, 1011 überwiegend evangelische Einwohner (sechs katholisch), eine evangelische Pfarrkirche, eine ca. 1742 gegründete evangelische Hauptschule, eine katholische Kirche mit Widum, Forst, Schulacker und Gebäude (Adjunkt der Pfarrkirche von Groß-Hartmannsdorf), eine „Birkenmühle“ genannte Wassermühle, eine Windmühle, eine Kalkbrennerei, eine Ziegelei, drei Wirtshäuser, 16 Handwerker, 193 Spinner, zehn Viktualien-Händler. Zur Gemeinde gehörte die 1785 bis 1786 durch Zerschlagung des Vorwerks in Giersdorf gegründete Kolonie Neu-Giersdorf mit zwei Gärtnerstellen, 25 Häuslerstellen und einer Windmühle.
Im Jahr 1945 gehörte Giersdorf zum Landkreis Löwenberg im Regierungsbezirk Liegnitz der preußischen Provinz Schlesien. Am Ende des Zweiten Weltkriegs kam Giersdorf 1945 mit dem größten Teil Schlesiens unter die Verwaltung der Volksrepublik Polen. Sie benannte es in Żeliszów um und ersetzte die bisherige Bevölkerung im Zuge der Flucht und Vertreibung der Deutschen aus Mittel- und Osteuropa durch Polen, die teilweise aus Ostpolen kamen, das an die Sowjetunion gefallen war. Von 1975 bis 1998 gehörte das Dorf im Rahmen der Landgemeinde Bolesławiec zur Woiwodschaft Jelenia Góra. 2010 lebten 538 Menschen in Żeliszów.

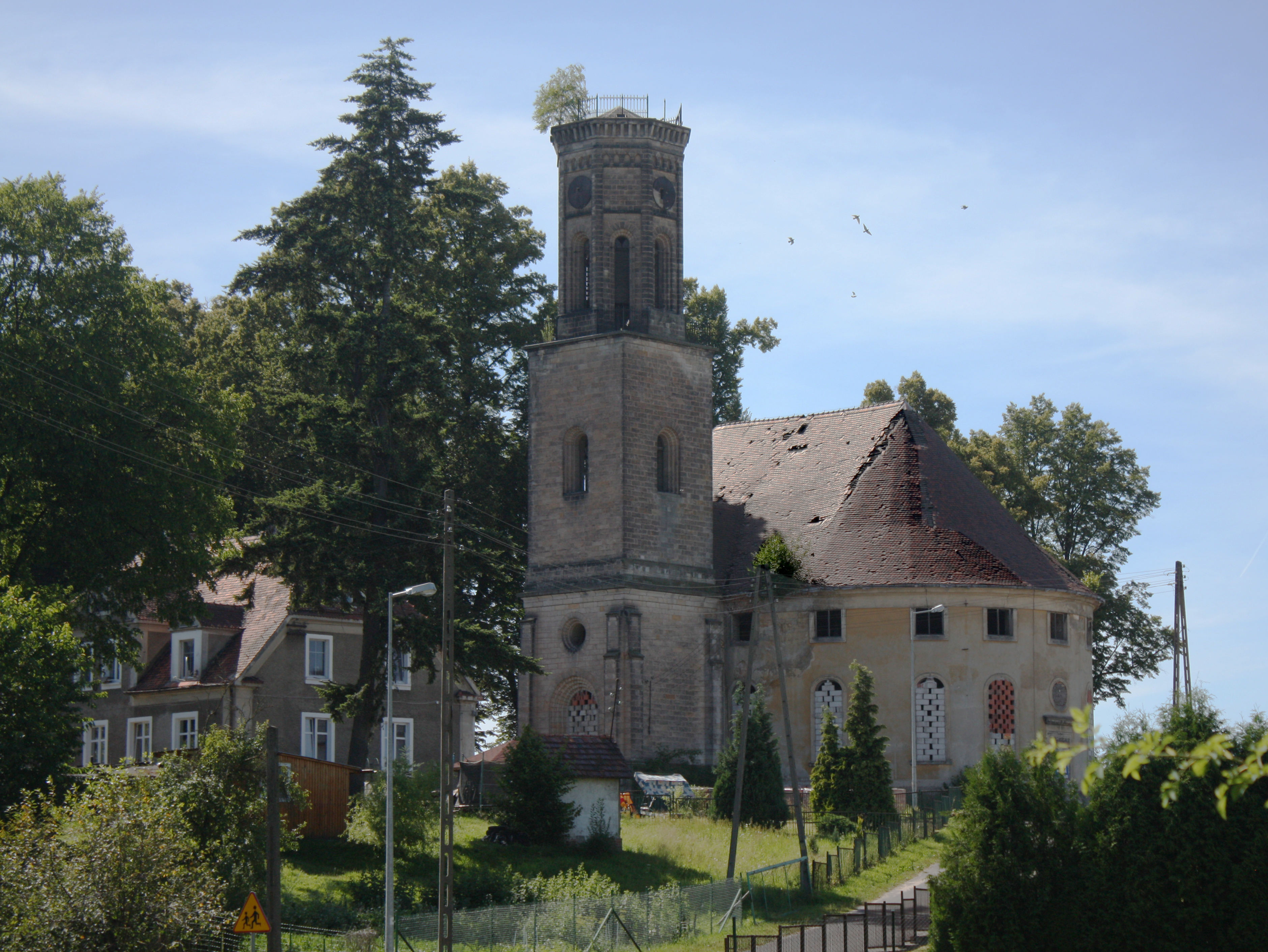
Ehemalige Evangelische Kirche

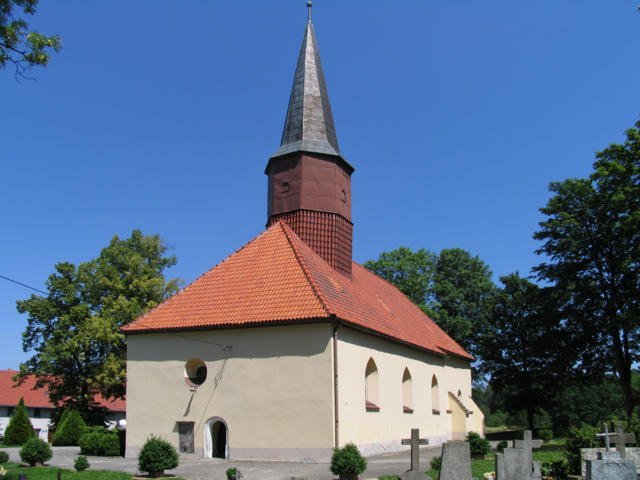
Katholische Johann-Nepomuk-Pfarrkirche

## Baudenkmäler
- Evangelische Kirche wurde nach Entwurf des Architekten Carl Gotthard Langhans in den Jahren 1796–1797 errichtet.[6] Die Kirche steht seit 1945 verlassen in einem ruinösen Zustand und droht einzustürzen. Die Warschauer Stiftung „Twoje Dziedzictwo“ (Dein Kulturerbe) sammelt seit 2013 Geldspenden, um vor allem das Dach zu reparieren und das Gebäude vor einem weiteren Verfall zu schützen.
- Katholische Pfarrkirche Johann Nepomuk aus der Mitte des 14. Jahrhunderts, die dem hl. Johannes Nepomuk geweiht ist. Sie wurde um 1600 und im 19. Jahrhundert umgebaut.